# Kepuharjo (Lumajang)
Kepuharjo is een bestuurslaag in het regentschap Lumajang van de provincie Oost-Java, Indonesië. Kepuharjo telt 6363 inwoners (volkstelling 2010).